# NGC 3919
NGC 3919 (również PGC 37032 lub UGC 6810) – galaktyka eliptyczna (E), znajdująca się w gwiazdozbiorze Lwa. Odkrył ją Heinrich Louis d’Arrest 6 kwietnia 1864 roku.